# Арагуа
Ара́гуа (ісп. Aragua) — штат на півночі Венесуели. Площа — 7 014 км². Адміністративний центр — місто Маракай.

## Географія
На півночі територія штату омивається Карибським морем. В основному штат розташовується в Карибських Андах. На півдні — плоска алювіальна низовина.
Клімат на узбережжі — тропічний, у глибині території — субекваторіальний.